# Zygophylax stechowi
Zygophylax stechowi is een hydroïdpoliep uit de familie Lafoeidae. De poliep komt uit het geslacht Zygophylax. Zygophylax stechowi werd in 1919 voor het eerst wetenschappelijk beschreven door Jäderholm. 